# El Retiro, Salto de Agua
El Retiro är en ort i Mexiko.   Den ligger i kommunen Salto de Agua och delstaten Chiapas, i den sydöstra delen av landet, 800 km öster om huvudstaden Mexico City. El Retiro ligger 43 meter över havet och antalet invånare är 163.
Terrängen runt El Retiro är varierad, och sluttar norrut. Runt El Retiro är det ganska glesbefolkat, med 38 invånare per kvadratkilometer. Närmaste större samhälle är Salto de Agua, 7,3 km sydväst om El Retiro. Trakten runt El Retiro består till största delen av jordbruksmark.